# Mazagão (Amapá)
Mazagão, amtlich Município de Mazagão, ist die fünftbevölkerungsreichste Stadt des brasilianischen Bundesstaates Amapá in der Região Norte. Sie liegt am linken Ufer des Amazonas und ist rund 34 km von der Hauptstadt Macapá entfernt. Die Bevölkerungszahl wurde zum 1. Juli 2018 auf 21.206 Einwohner und 2024 auf 23.575 Einwohner geschätzt, Mazanganenser (portugiesisch mazaganense oder mazaganistas) genannt, die auf einem Gebiet von rund 13.295 km² leben. Die Bevölkerungsdichte lag 2022 bei 1,6 und 2017 bei 1,5 Personen pro km².

## Geographie
Die Landschaft ist gemischt aus brasilianischem Cerrado und Várzea mit tropischen und subtropischen feuchten Laubwäldern, das Klima ist tropisch nach der Klimaklassifikation nach Köppen und Geiger Am/Af. Die Durchschnittstemperatur beträgt 27 °C. Es gibt viel Niederschlag und wenige Trockenperioden.
Bei Mazagão verbreitert sich der Amazonas und bildet mehrere Flussinseln heraus, die größte bei Mazagão ist die Ilha do Pará. Nördlich bildet der Rio Vila Novo die Grenze zu Santana, südlich mündet der Rio Mazagão, über den man zum Gründungsort Mazagão Velho gelangt, in den Amazonas. Im Süden liegt das rund 5017 km² große Nutzreservat Reserva Extrativista do Rio Cajari.
Umliegende Orte sind Pedra Branca do Amapari, Porto Grande, Santana, Vitória do Jari und Laranjal do Jari.
2017 änderte das Instituto Brasileiro de Geografia e Estatística die Zuordnung zu geostatistischen Regionen und teilte die Gemeinde der Região geográfica imediata Macapá und der Região geográfica intermediária Macapá zu. Mit Santana und Macapá gehört Mazagão zu Metropolregion Macapá.

## Geschichte
Die Stadt wurde 1769 als Nova Mazagão von Portugiesen gegründet, deren Heimatstadt Mazagão (heute: El Jadida) in Nordwestafrika in den Besitz der Mauren gelangt war.

## Stadtverwaltung
Exekutive: Bei der Kommunalwahl 2016 wurde João da Silva Costa, genannt Professor Dudão, Stadtpräfekt (Bürgermeister) für die Amtszeit von 2017 bis 2020, der für den Partido Pátria Livre (PPL) angetreten war.
Die Legislative liegt bei einem 11-köpfigen Stadtrat, den vereadores der Câmara Municipal.

## Bevölkerungsentwicklung
Quelle: IBGE (Angaben für 2024 sind lediglich Schätzungen). 41,39 % der Bevölkerung waren im Jahr 2010 Kinder und Jugendliche bis 15 Jahre. 48,57 % lebten 2010 im städtischen und 51,43 % im weitläufigen ländlichen Raum. Mazagão ist das flächenmäßig fünftgrößte Munizip in Amapá. Die Analphabetenquote lag 2010 bei den Erwachsenen über 25 Jahren noch bei 29,3 %.

## Lebensstandard
Der Index der menschlichen Entwicklung für Städte, abgekürzt HDI (portugiesisch: IDH-M), lag 1991 bei dem sehr niedrigen Wert von 0,319 im Jahr 2010 bei dem als niedrig eingestuften Wert von 0,592.
Das monatliche Durchschnittseinkommen wird pro Person mit 353,61 R$ angegeben, was 2018 einem Wert von 90,30 Euro entspricht.

## Verkehr
Durch Mazagão führt die Landesstraße AP-010. Der nächstgelegene Flughafen Aeroporto Internacional de Macapá ist 30,2 km entfernt.